# 佐竹義堅 (戦国武将)
佐竹 義堅（さたけ よしかた、生没年不詳）は、日本の戦国時代の武将で、常陸国の戦国大名佐竹氏の一族。佐竹東家2代当主。佐竹義篤の従兄弟。佐竹東家の佐竹政義の嫡男。佐竹義喬・佐竹義久の父。
佐竹氏の分家である東家の当主として同じく分家である北家の当主佐竹義廉とともに本家の当主佐竹義昭の補佐を務め、国政を担当した。主に常陸国人の統制などで活躍したという。1566年、下野国の戦国大名那須資胤と高瀬で戦って大敗し、治部内山で降伏した。このため、治部内山は降参嶺と呼ばれるようになったという。